# Pachyteria rugosicollis
Pachyteria rugosicollis är en skalbaggsart som beskrevs av Conrad Ritsema 1881. Pachyteria rugosicollis ingår i släktet Pachyteria och familjen långhorningar. Inga underarter finns listade i Catalogue of Life.